# Давуд Ордубадлы
Давуд Ордубадлы (азерб. Davud Ordubadlı, настоящее имя Давуд Рзагулу оглы Вагабов; 20 марта 1930 г., город Ордубад, Нахчыванская Автономная Республика — 6 февраля 2011 г., город Баку) — азербайджанский советский поэт, член Союза писателей СССР, а после распада СССР — член Союза писателей Азербайджана, заслуженный деятель культуры Азербайджанской Республики (24 сентября 1990 г.).

## Биография
Давуд Ордубадлы родился 20 марта 1930 года в городе Ордубад Нахчыванской Автономной Республики в бедной семье ремесленника. Он потерял отца, когда был младенцем, в возрасте трёх месяцев, а дальнейшая жизнь его проходила под опекой матери Вагабовой Рены и старшего брата Вагабова Аскера. Его дядя Садиг (по материнской линии) тоже был поэтом. Очевидно, талант и любовь к творчеству были унаследованы именно от него.
По окончании средней школы — ордубадской вечерней школы рабочей молодёжи — будущий поэт в 1949 году поступил в Азербайджанский государственный университет имени С. М. Кирова (ныне Бакинский государственный университет) на факультет востоковедения и в 1955 году окончил его, получив специальность востоковеда (восточная филология).
В годы Великой Отечественной войны он работал на консервном заводе Ордубада, затем в управлении по ремонту водопровода, а после — техническим секретарём на ордубадской шёлковой фабрике.
С 1947 по 1949 г. работал наборщиком в редакции газеты «Оrdubad işçisi» («Работник Ордубада»), а затем литературным деятелем там же.
Первое стихотворение было опубликовано в 1939 году в газете «Azərbaycan pioneri» («Пионер Азербайджана»).
Серьёзная литературная деятельность началась в 1948 году после публикации в «Ədəbiyyat qəzeti» («Литературная газета») стихотворения «Моя республика».
Свои стихи и фельетоны публиковал в газетах: «Ordubad işçisi» («Работник Ордубада»), «Şərq qapıs» («Шарг гапысы» — «Врата Востока») под разными псевдонимами: «Вагабов Давуд», «Давуд Серрадж», «Давуд Серраджоглу» (1945—1948).
С 1956 года и до последних дней жизни (2011 года) был членом Союза писателей СССР, а после распада Советского Союза — членом Союза писателей Азербайджана.
24 сентября 1990 года поэту было присвоено почётное звание «Заслуженный деятель культуры АР».
Стихотворения Давуда Ордубадлы переведены на русский язык.
Умер поэт 6 февраля 2011 года в Баку от сердечно-сосудистой недостаточности. Похоронен на II Аллее почётного захоронения.

## Творчество
Давуд Ордубадлы является автором 18 книг. В его творчестве (фельетоны, стихотворения и поэмы) талантливо преломляются разные темы. Однако ведущей темой является патриотическая.
Последняя книга автора была издана в Баку в 2006 году под названием «Tanrı bölgüsü».